# SDSS J122158.31+261956.5
SDSS J122158.31+261956.5 ist eine Galaxie im Sternbild Coma Berenices am Nordsternhimmel. Sie ist schätzungsweise 1 Milliarde Lichtjahre von der Milchstraße entfernt.
Im selben Himmelsareal befinden sich u. a. die Galaxien IC 3205, IC 3206, IC 3217, IC 3215.